# Vann Crossroads
Vann Crossroads – jednostka osadnicza w Stanach Zjednoczonych, w stanie Karolina Północna, w hrabstwie Sampson.